# Julien Mertine
Julien Mertine (n. 25 iunie 1988, Saint-Germain-en-Laye⁠(d), Île-de-France, Franța) este un scrimer francez, medaliat olimpic. A participat la 2 ediții ale Jocurilor Olimpice (2020, 2024) în care a câștigat o medalie de aur.